# 크로스컨트리 스키

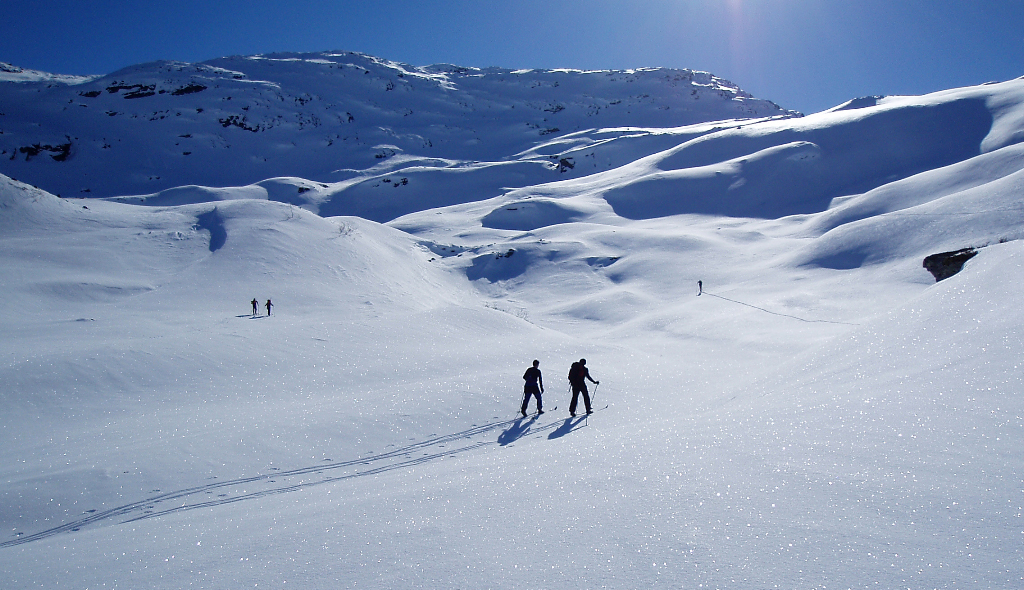
서부 노르웨이에서 크로스컨트리 스키를 즐기는 모습.

크로스컨트리 스키(cross-country skiing)는 눈 덮인 지형을 스키와 폴을 사용하여 이동하는 겨울 스포츠이다. 노르딕 국가, 캐나다, 알래스카 등 눈이 많은 지역에서 대중적인 스포츠로 자리잡고 있다. 대개 야외의 눈 덮인 지형이나 경기를 위해 만들어진 코스에서 행해지며, 스키 터널 시설을 이용하여 실내에서 즐기는 것도 가능하다.
크로스컨트리 스키는 노르딕 스키의 한 갈래로, 노르딕 스키는 크로스컨트리와 스키 점프, 그리고 노르딕 복합경기(크로스컨트리 스키와 스키 점프의 혼합)로 구성된다. 크로스컨트리와 사격을 결합한 복합 스포츠 종목으로서 바이애슬론이 있다.

## 역사

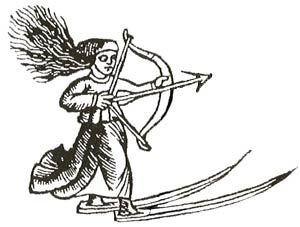
스키를 타는 사미인 여인(여신)을 묘사한 그림. 올라우스 마그누스 작.

크로스컨트리 스키는 고대 시기 페노스칸디아 지역 국가에서 유래했다. 스키는 19세기까지도 겨울철 이동수단으로 널리 사용되었으며, 오늘날 스키 강국으로 꼽히는 노르웨이, 스웨덴, 핀란드 등의 국가들은 모두 실생활에서 스키를 많이 활용해온 전통을 갖고 있다.
북유럽과는 달리 북미 지역에서 스키는 1850년대 노르웨이 및 스웨덴 이민자들에 의해서 새로운 스포츠로서 소개되었다. 노르웨이계 미국인이었던 스노우슈 톰슨이 캘리포니아 지역에서 미국 최초로 스키를 보급한 인물로 널리 알려져 있다. 캐나다에서는 앨돌프 올슨, 시거드 라커버그, 한스 라커버그, 잭래빗 조핸슨이 최초로 스키를 소개하였다.
크로스컨트리 스키는 탐험가들의 이동수단으로 사용되어 왔으며, 북유럽 지역 국가들의 군대는 동계 작전을 위해 스키 훈련을 받은 보병을 보유하고 있다. 겨울 전쟁 당시 핀란드는 스키를 주요 이동수단으로 활용했으며, 그 덕분에 소수의 병력으로 러시아의 대군에 승리를 거둘 수 있었다.
전통적인 스키 장비는 모두 천연 재료를 사용해 만들어졌었다. 스키는 목재 재질로 제작되었으며 폴은 대나무로, 스트랩은 가죽으로 만들어졌다. 부츠는 질긴 가죽에 두꺼운 밑창을 대어 만들었다. 바인딩은 최초에 가죽끈이나 나무 줄기 따위로 발을 고정했던 단순한 형태에서 1932년 발명된 칸다하르 바인딩으로 발전했다. 칸다하르 바인딩은 부츠의 앞뒤를 모두 고정하는 방식이었으며, 그 후 부츠의 앞부분만 고정하는 오늘날의 노르딕 방식이 나왔다. 오늘날에는 그외에도 다양한 종류의 바인딩 방식들이 존재한다.